# Sängerhalle
Die Sängerhalle war eine Veranstaltungshalle in Augsburg, die im Jahre 1900 errichtet wurde und 1934 aus ungeklärter Ursache vollständig abbrannte.

## Geschichte
Ende des 19. Jahrhunderts gab es in Augsburg keine Veranstaltungshalle, die mehreren tausend Festgästen ausreichend Platz geboten hätte. Um diesen Missstand zu beseitigen, wurden daher seitens der Stadt Planungen für einen Hallenneubau angestrengt. Zu den Entwurfsverfassern zählte u. a. Jean Keller, der die Errichtung einer Bismarckhalle im Stadtgarten plante. Aufgrund der hohen kalkulierten Kosten wurde das Vorhaben von der Stadt zunächst jedoch nicht weiterverfolgt.
Nachdem Augsburg als Austragungsort für das im Juli 1900 stattfindende Schwäbisch-Bayerische Sängerbund-Fest bestimmt wurde, entwickelte sich das Fehlen eines geeigneten Veranstaltungsortes zu einem drängenden Problem. Der Festausschuss sah es in der Folge als notwendig an, ein provisorisches Bauwerk mit einem Fassungsvermögen von bis zu 5.000 Festbesuchern für das Sängerfest zu errichten. Der hierfür beauftragte Zimmerermeister machte den Vorschlag, eine bestehende hölzerne Maschinenhalle in München zu erwerben und diese anschließend in Einzelteilen nach Augsburg zu transportieren. Da die Halle ausreichend groß war (etwa 75 Meter Länge und 32 Meter Breite) und sich der Sängerbund und die Stadt hinsichtlich der Kostenteilung und des neuen Standortes einigten, wurde der Kauf vollzogen und die Halle daraufhin in den Stadtgarten gebracht. Dort stellte man die Halle an die prunkvolle Fassade eines Ausstellungsgebäudes und ergänzte einen Haupteingang sowie Toiletten und Wirtschaftsräume.
Nach dem Sängerfest konnte festgestellt werden, dass die Halle ihre Aufgabe bestens erfüllt hatte und daher weiterhin als Veranstaltungsstätte dienen sollte. Rasch hatte sich auch der Name „Sängerhalle“ eingebürgert. In den darauffolgenden Jahrzehnten wurde die Halle immer wieder für allerlei Tagungen und Ausstellungen sowie Feierlichkeiten unterschiedlichster Art genutzt.
In der Nacht vom 30. April auf den 1. Mai 1934 brach im Gebäude ein Feuer aus. Trotz der unternommenen Löschversuche konnte die Sängerhalle nicht gerettet werden. Offiziell wurde die Brandursache nie geklärt. Der Brand wurde jedoch von den Nationalsozialisten zum Anlass genommen, verdächtigte Personen (meist politische Gegner) in Haft zu nehmen.
Noch im gleichen Jahr fasste man den Plan, eine große Stadthalle im Stadtgarten und im Wittelsbacher Park als Ersatz für die Sängerhalle zu errichten.